# 音乐之声
《音乐之声》（英語：The Sound of Music）是一部改編自瑪莉亞·馮·崔普（Maria von Trapp）的著作《崔普家庭演唱團》（The Story of the Trapp Family Singers）的戲劇作品，最初以音樂劇的形式於百老匯上演，之後被改編成電影，位居北美影史票房第三名，同時也是史上最賣座的歌舞片。
該劇描述阿爾卑斯山上某處修道院裡的一位實習修女到崔普家擔任教職，然後從贏得孩童們的心，到與單身的男主人相愛、結婚並組家庭樂團，最後又有驚無險的逃離納粹魔掌的故事。其中，該劇的諸多歌曲，如《Do-Re-Mi》、《孤独的牧羊人》、《雪绒花》、《My Favorite Things》傳唱至世界各地，並被翻唱成各國語言版本。

## 創作起源
《音乐之声》的創作靈感源自於瑪莉亞·馮·崔普的真人真事：瑪莉亞·馮·崔普生於阿爾卑斯山一帶，原本在本篤會的儂柏格修道院（Nonnberg）擔任實習修女，1926年因健康問題，被院長送到蓋爾·馮·崔普爵士（Georg Ritter von Trapp）家修養，兼任爵士長女的看護。之後瑪莉亞与爵士两人墜入情網，於1927年結為連理，兩人並生有兩女一男。
1930年代受到經濟大恐慌影響，爵士幾乎失去了所有財產。於是他和瑪莉亞帶領七個孩子組成樂團進行職業演唱，並於1936年薩爾斯堡音樂節上贏得首獎。1938年納粹德國與奧地利合併，爵士拒絕了納粹的徵召令。為了躲避追捕，他們以露營的名義搭乘火車穿越阿爾卑斯山來到義大利，從此展開全歐洲的巡迴表演。1939年他們移居美國後，不但將演唱事業開拓至世界各地，也在自家的“一心”（Cor Unum）牧場舉辦各種音樂營隊。
1956年，崔普家庭歌手正式解散，瑪莉亞·馮·崔普出版了第一本書《崔普家庭合唱團》。不久，該著作被改編成德國電影《菩提樹》（Die Trapp Familie），並在歐洲引起轟動。

### 登上百老匯
43歲的電影導演文森·唐納修將這個故事介紹給百老匯夫妻檔：製作人理查·哈勒岱（Richard Halliday）和女演員瑪莉·瑪汀（Mary Martin）。兩夫妻對這故事十分有興趣，便開始試圖與瑪莉亞本人聯絡，並取得她的支持（雖然之前受到律師的欺騙，她已經失去了故事的版權）。當時，篤信天主教的瑪莉亞正與親生的三個孩子在新幾內亞傳教，對於哈岱森信裡的提議完全沒有興趣。直到有次瑪莉亞返回美國時，在百老匯觀賞瑪莉·瑪汀演出的《飛燕金槍》（Annie get your gun）後對其演出大為讚賞，從此大力支持這個創作計畫，而瑪莉也同意將演出所得的37.5%收入無償捐給瑪莉亞。於是，在從德國電影公司那兒取得版權後，他們開始計畫重新創作一部全新的音樂劇。

## 劇情架構

### 劇情
《真善美》的劇情可分成三個轉折，鋪陳瑪莉亞的故事，描述她在修道院實習，來到崔普家庭，然後與後者一同逃離納粹掌控。雖說每個階段出現的人物，但劇情的主軸仍是“音樂”——善於歌唱的瑪莉亞，透過音樂教化崔普家的孩子，最後感動了上校的心，終得美滿姻緣，並證明音樂永能感化人心。
瑪莉亞是阿爾卑斯山上一所修道院的實習修女。不同於其他修女，天真爛漫的她老是不遵守院裡的作息，偷偷跑到山頭外嬉戲、歌唱。一天，大家禱告時，又發現瑪莉亞遲到了——原來她剛在外頭忘情歌唱，直到鐘聲響起才匆忙回來。
受夠瑪莉亞的幾位修女來到院長辦公室，決定好好討論瑪莉亞的問題。大家你一言我一句，伴隨著辦公室外瑪莉亞闖禍的尖叫，漫長的討論後終於在院長的主持下得出結論....。於是瑪莉亞被喚入院長辦公室內，和院長談論她的未來：慈悲的院長看出這兒終究不是她的居身之所，決定讓她下山，到一戶向修道院請求家庭教師許久的人家擔任老師。
對未來充滿徬徨和不安感的瑪莉亞提著行李，一路憂心忡忡地趕到這戶人家；在她眼前的是棟包含美麗庭園的巨大豪廈，而房子的主人則是崔普家的核心人物——前奧匈帝國海軍的蓋爾·馮·崔普上校以及他與前妻生的七名子女，其中最大的麗莎16歲，最小的葛莉泰才5歲。由於沒有母親，身兼母職的上校以嚴格的軍事化方式教育孩子，可瑪莉亞來臨後卻改變了整個家...；他教這些孩子唱歌，帶他們嬉戲，並教這些孩子演布偶戲等才藝，因此博得孩子們的喜愛。但另一方面，這些事逐漸傳到忙碌的上校耳中，卻多少令他有些不快。
其實，上校雖然離家如此久，但不全是為了公務：他和維也納的愛莎女伯爵已經交往了一段時間，兩人的發展也快步入紅毯。而另外一方面，上校的大女兒卻愛上了納粹的小傳令兵勞夫，因此常背著上校溜出來私會。這一切，卻因瑪莉亞的影響力而逐漸改變。
終於，上校帶著愛莎女伯爵回來了。他要“驗收”瑪莉亞幾個月來的成果，以及證實些傳言。結果他差點被孩子們的“惡行”氣昏：爬樹、游泳、穿不要的窗簾作成地衣服以及瑪莉亞的頂撞之詞。結果兩人大吵一架，瑪莉亞被上校趕出了門。但就在她將離去時，孩子們唱起了《音樂之聲》，優美的歌聲感動了冷酷的上校，使他以優美的歌聲附合而唱。於是，瑪莉亞留下來了，並帶領孩子一同準備下崔普宅邸將在下星期舉辦的舞會。
舞會準備的十分成功，瑪莉亞與上校間的關係也迅速升溫。孩子的表演贏得來賓的喝采，但舞會一結束瑪莉亞卻迫不及待的跑回修道院。回到院裡的瑪莉亞像變了人似，整天不發一語卻只顧著禱告。直到有一天，她終於告訴瑪格麗特修女想早日成為正式修女的心願：因為她發現她已不知不覺愛上崔普上校了。為了躲避這一切，她決心成為一位虔誠的修女。但在院長循循善誘下，瑪莉亞終於理解自己的夢想不該躲避，而應坦然面對。於是瑪莉亞又回到了崔普家。這時，少了瑪莉亞的崔普家卻陷入愁雲慘澹中，不但孩子們想念瑪莉亞，上校的心也迷上著她。瑪莉亞回來後，不但孩子們高興起來了，同上校居住的愛莎女伯爵也發現自己挽不住情人的心，自己退出這有點曖昧的三角關係。不久，上校向瑪莉亞求婚，而她也坦然接受了這段如夢似幻的愛情。
步入禮堂後，瑪莉亞與崔普一家人共度歡樂的家庭時光，同時也積極準備音樂節的表演節目。可是同時，納粹的魔掌也逐漸深向這家人：納粹德國合併掉奧地利後，開始吸收奧國軍人加入納粹陣營，忠勇愛國的崔普上校自然也是納粹亟欲招募的人才。無奈崔普上校堅決不肯點頭，納粹只好用盡各種手法，包含威脅利誘，強拉上校入營。於是上校和瑪莉亞開始計畫秘密流亡瑞士的潛逃計畫……
音樂節會場上，大家的表現都很精采，但崔普家庭優美的歌唱卻廣受大家歡迎。在觀眾的掌聲中，崔普全家緩緩消失在舞台上……經過一番後，比賽結果揭曉：崔普家順利拿下冠軍，但領獎時卻遲遲不見他們出現：原來，在上校的朋友麥斯精心安排之下，瑪莉亞和上校帶著七個孩子已在逃離的路途中。他們在修女的掩護下，躲過了納粹黨人的搜索，最後在修女們的祝福中，朝自由的山頭緩緩行進……

### 人物架構

#### 修道院
- 修道院院長
- 蘇菲亞修女
- 瑪格麗特修女
- 伯莉絲修女
- 修女甲
- 修女乙
- 修女丙

#### 崔普家族
- 蓋爾·馮·崔普上校
- 瑪莉亞
- 麗莎·馮·崔普
- 弗德瑞克·馮·崔普
- 路易莎·馮·崔普
- 柯特·馮·崔普
- 布姬塔·馮·崔普
- 瑪塔·馮·崔普
- 葛莉泰·馮·崔普

#### 其他
- 愛莎女伯爵
- 勞夫
- 麥克斯·戴維勒（旁白）
- 宴會主持人甲
- 宴會主持人乙
- 納粹軍官

### 曲目

#### 第一幕
- 《Preludium》 –修道院院长、修女们
- 《音樂之聲》（The Sound Of Music） – 玛利亚
- 《瑪莉亞》（Maria） – 伯莉丝修女、苏菲亚修女、玛格丽特修女、修道院院长
- 《我的最愛》（My Favorite Things） – 玛利亚、修道院院长
- 《我的最愛（重复1）》（My Favorite Things (Reprise 1)） – 玛利亚
- 《哆来咪》（Do-Re-Mi） – 玛利亚、孩子们
- 《十六將要十七》（Sixteen Going On Seventeen） – 劳夫、丽莎
- 《孤單的牧羊人》（The Lonely Goatherd） – 玛利亚、孩子们
- 《孤單的牧羊人（重复）》（The Lonely Goatherd (Reprise)） – 葛莉泰
- 《愛如何存在?》（How Can Love Survive?） – 麦克斯、爱莎女伯爵
- 《音樂之聲（重复）》（The Sound Of Music (Reprise)） – 玛利亚、盖尔上校、孩子们
- 《Ländler》（纯音乐）
- 《再會歌》（So Long, Farewell） – 孩子们
- 《Morning Hymn》 – 修女们
- 《攀越群山》（Climb Ev'ry Mountain） – 修道院院长 修道士

#### 第二幕
- 《我的最愛（重复2）》（My Favorite Things (Reprise 2)） – 玛利亚、孩子们
- 《無法停止》（No Way to Stop It） – 爱莎女伯爵、麦克斯、盖尔上校
- 《平凡夫妻》（Ordinary Couple） – 玛利亚、盖尔上校 †
- 《Gaudeamus Domino》 – 修女们
- 《瑪莉亞（重复）》（Maria (Reprise)） – 修女们
- 《Confitemini Domino》 – 修女们
- 《十六將要十七（重复）》（Sixteen Going On Seventeen (Reprise)） – 玛利亚、丽莎
- 《哆来咪（重复）》（Do-Re-Mi (Reprise)） – 玛利亚、盖尔上校、孩子们 1
- 《小白花》（Edelweiss） – 盖尔上校
- 《再會歌（重复）》（So Long, Farewell (Reprise)） – 玛利亚、盖尔上校、孩子们
- 《Finale Ultimo》 – 修女们

#### 备注
- 除特殊注明外，曲目列表均是初版音乐剧的曲目排列。
- † 有时候被《好事》（Something Good）取代，该曲本是为电影版所写。
- ‡ 在1998年复演时被《孤單的牧羊人》取代。
- 在某些版本中，《我的最愛》出现在《十六將要十七》之后的暴风雨场景中，而《孤單的牧羊人》贝移动到了音乐会场景。
- 很多场次的舞台复演也包含《我有信心》（I Have Confidence）和《好事》，这两首歌原是理察·罗杰斯为电影所写（虽然电影初版音乐剧词作家奥斯卡·汉默斯坦二世去世后拍摄完成的）。

## 音樂劇
經過一年的準備，《真善美》於1959年11月16日在朗特方谭剧院正式上演，女主角由瑪莉·瑪汀本人主演，男主角則由席多·拜克（Theodore Bikel）擔任。音樂劇上演後造成轟動，不但連續演出1443場，並獲得6座東妮獎的殊榮，其中包含最佳女主角獎、最佳音樂劇獎等重要獎項。由於表現亮眼，1960年時引發二十世紀福斯公司將該劇改編成電影的構想。
1963年1月15日《真善美》風光下檔，並被英國、澳洲等地重新改編，登台上演。原劇下檔30多年後，1998年又曾登上百老匯舞台上演半年，直到1999年下檔。

### 倫敦新版本
1981年，在製作人蘿絲·泰勒（Ross Taylor）請求之下，佩托拉·克拉克（Petula Clark）同意主演在倫敦西區劇院的阿波羅·維多利亞劇院（Apollo Victoria Theatre）重新登台的《真善美》。雖然她擔心自己51歲的年齡飾演女主角的角色太老而沒有說服力，但克拉克卻讓所有的劇評一致讚揚（該劇也成當時英國劇院史上票房最好的作品）。而瑪莉亞·馮·崔普本人也出席該劇首演，並描述克拉克是“有史以來最好的瑪莉亞”。由於史無前例的戲票需求，克拉克將她原先計畫的半年演出合約延長至3年半，而該劇單週（1981年10月26日 — 10月31日）101%的觀眾出席率，也被金氏世界紀錄列入英國所有音樂劇作品中，史上最高的出席率。這也是第一個將電影版本裡理察·羅傑斯和奧斯卡·漢默斯坦二世新創作的兩首歌曲搬上舞台的版本，而其現場收錄也首創使用數位收錄方式，可是收音成果卻從未以光碟的形式出版。2006年，在著名英國音樂劇作家安德魯·洛伊·韋伯的執導之下，《真善美》再度於倫敦上演，電視台並且特別製作特別節目《如何解決像瑪麗亞這樣的問題》（How Do You Solve a Problem like Maria，節目名稱選自音樂劇第四首歌〈Maria〉）。

### 其他地區版本
澳洲人自創的版本於澳洲雪梨昆士蘭表演藝術中心（Queensland Performing Arts Centre）的戲詞劇院（Lyric Theatre）登場，由著名澳洲戲劇《Blue Heelers》中的演員麗莎·麥昆（Lisa McCune）飾演瑪莉亞，電視名人貝特·牛頓（Bert Newton）飾演麥克斯並由約翰·瓦特（John Waters）擔任崔普上校。
香港粵語版本，1996年由金馬獎得主岑偉宗填詞，2002年香港新愛樂交響樂團製作重演。2009年8月19至23日，於香港理工大學賽馬會綜藝館演出七場，由春天舞台製作，陳啟泰、黃宇詩、陳健豪主演，其中Do-Re-Mi為全新歌詞。2016年12月9至11日，於屯門大會堂演奏廳演出四場，由春天舞台製作，李紫昕、黃嘉威主演。2019年12月7至8日，於屯門大會堂演奏廳演出四場，由春天舞台製作，李紫昕、蘇育輝、黃進林、隆藹宜主演，其中所有歌曲為全新粵語填詞。
中国大陆中文版，由七幕人生译配，其中玛利亚由党韫葳饰演，特拉普上校由付震华饰演

## 動畫
這部音樂劇於1991年曾被日本動畫公司改編成日本動畫片《崔普一家物語》，屬於《世界名作劇場》系列，曾於香港無綫電視翡翠台等电視台播出。

## 軼事
- 這部音樂劇造成了一些對奧地利的錯誤想像：許多人以為《小白花》這首曲子是該國國歌。事實上，這首歌不是奧地利國歌（有個幽默的說法是說隆納·雷根總統任內，在某次奧地利代表拜訪白宮時演奏該曲）。
- 在《Do-Re-Mi》出現在一個市場的場景裡有明顯的錯誤：一個裝著橘子的板條箱上標示著“以色列製造”，然而1930年代以色列並不存在。而這錯誤於電影拍攝期間顯然未被發覺。
- 另一個被知曉地理學的銳利觀察者發現的錯誤是崔普家爬山的場景中他們理應往安全的地方前進，然而實際上他們卻“朝著”奧地利的方向走。
- 《我有信心》是羅傑斯寫來作為“過場”的歌曲，以便讓電影中瑪莉亞從修道院前往崔普家的宅邸（根據他的說法）。在這場景中，瑪莉亞要通過一處拱門。而根據DVD裡的花絮，有位現實裡瑪莉亞的女兒，以及“她”的女兒（也就是瑪莉亞的孫女）可以被看到正準備穿越那處地點的路。其實崔普家庭當天剛抵達現場，懷斯導演讓他們擔任行路人的角色。而據聞安德魯絲拍攝該片段期間，影片剪輯者也在那場景上出現了一會兒，因為他似乎很適合這個角色。
- 由於電影廣受好評，並成為當時第二（緊接在《亂世佳人》之後）賣座的電影作品，著名影評寶琳·凱爾（Pauline Kael）不斷挖苦該片，並稱其《“錢”之聲》（The Sound Of "Money"），而據稱此舉也讓她被《McCall's》雜誌炒魷魚。
- 該片高度的創作身價40年後依舊不減。一份附在原聲帶的評論裡，理查·羅傑斯在該片完成後說到：“當你開始觀賞這部電影時，你會立刻說說該片‘不是’來自一間臘腸工廠。”
- 2001年美國國會圖書館認定該片是“重要文化象徵”，並選入美國國家級收藏。
- 根據boxofficemojo，該片名列北美票房史上（142,415,400美元）與參考通貨膨脹計算後（911,458,400美元）第三高（緊接在《亂世佳人》和《星際大戰》後）。如果加上全球成功的票房紀錄、錄影帶、雷射光碟、數位影音光碟以及頻繁的電視播放，它被英國亞馬遜網路書店 （页面存档备份，存于）稱為“最被廣泛觀賞的一部好萊塢電影創作”
- 崔普爵士的海軍上校頭銜源自於他服役於奧匈帝國海軍的經歷，他是該國在第一次世界大戰期間創下最高擊沉噸位紀錄的潛艇艇長；但由於奧匈帝國隨一次大戰戰敗而解體，新成立的民主奧地利只擁有一支規模小到幾乎不存在的海軍。
- 崔普家的七個孩子為五女二男，在影片中他們分別是：
  - 麗莎·馮·崔普（16歲“即將滿17歲”）由夏敏·卡爾（Charmian Carr）飾演，當時她21歲。
  - 弗德瑞克·馮·崔普（14歲）由妮可拉斯·漢墨德（Nicholas Hammond）飾演。
  - 路易莎·馮·崔普（13歲）由海瑟·孟席斯（Heather Menzies）飾演。
  - 柯特·馮·崔普（11歲）由杜南·卻斯（Duane Chase）飾演。
  - 布姬塔·馮·崔普（10歲）由安琪拉·卡溫特（Angela Cartwright）飾演。
  - 瑪塔·馮·崔普（6歲，雖然根據片頭的台詞“我星期二就滿7歲了！”）由黛比·透納（Debbie Turner）飾演。
  - 葛莉泰·馮·崔普（5歲）由金·卡瑞斯（Kym Karath）飾演。
- 丹尼爾·祖希特：飾演勞夫（“17歲快18歲”）的演員，當時21歲。這是祖希特首次也是最後一次在銀幕上現身。
- 金·黛比（Kim Darby）和麥·法蘿為麗莎這角色獻聲，因為飾演該角的夏敏·卡爾第一次演出陽台場景時為了跳過樹枝而受傷。
- 爵士音樂家約翰·柯川採用《我最愛的事》作為他的代表旋律。他的版本修改很多，並以高音薩克斯風演奏，使開頭的節奏不斷重複，以擺脫長時間的個人即興演奏。

## 榮譽與獎項
1960年東妮獎
獲獎項目（6項）
- 最佳音樂劇獎
- 最佳音樂劇女主角獎：瑪莉·瑪汀
- 最佳音樂劇女配角獎：Patricia Neway
- 最佳佈景設計獎：奧立佛·史密斯
- 東妮獎最佳製作與音樂劇指導獎：Frederick Dvonch
- 劇院世界獎：Lauri Peters

提名但未獲獎項目（3項）
- 最佳音樂劇男配角獎：Theodore Bikel、Kurt Kasznar
- 最佳音樂劇女配角獎：Lauri Peters與其他飾演孩子們的演員：Kathy Dunn、Evanna Lien、Mary Susan Locke、Marilyn Robers、William Snowden和Joseph Stewart。
- 最佳音樂劇導演獎：文森·唐納修

1965年奧斯卡金像獎
獲獎項目（5項）
- 最佳影片獎
- 最佳導演獎：勞勃·懷斯
- 最佳剪輯獎：William Reynolds
- 最佳音響獎：James Corcoran (20th Century-Fox SSD)、Fred Hynes (Todd-AO SSD)
- 最佳配樂獎：Irwin Kostal

提名但未獲獎項目（5項）
- 最佳女主角獎：茱莉·安德魯斯
- 最佳女配角獎：Peggy Wood
- 最佳藝術指導獎：Boris Leven、Walter M. Scott、Ruby R. Levitt
- 最佳攝影獎：Ted D. McCord
- 最佳服裝設計獎:Dorothy Jeakins

1965年金球獎
獲獎項目（2項）
- 最佳喜劇和音樂電影獎
- 最佳女主角獎：喜劇和音樂類：茱莉·安德魯絲

提名但未獲獎項目（2項）
- 最佳導演獎：勞勃·懷斯
- 最佳女配角獎：喜劇與音樂類：Peggy Wood

美國國家電影保存局2001年指定保存

## 外部連結
- 百老匯網路資料庫（IDBD）上《真善美》的资料（英文）
- 互联网电影数据库（IMDb）上《真善美》的资料（英文）
- 香港區粵語版《仙樂飄飄處處聞》春天舞台製作有限公司 （页面存档备份，存于）